# Kecamatan Bungku Tengah
Kecamatan Bungku Tengah är ett distrikt i Indonesien.   Det ligger i provinsen Sulawesi Tengah, i den centrala delen av landet, 1 700 km öster om huvudstaden Jakarta.